# Acokanthera schimperi
Acokanthera schimperi là một loài thực vật có hoa trong họ La bố ma. Loài này được (A.DC.) Schweinf. mô tả khoa học đầu tiên năm 1891.

## Phân bố
Acokanthera schimperi lả loài bản địa Eritrea, Ethiopia, Somalia, Kenya, Uganda, Tanzania, Rwanda và CH Congo. Nó là loài duy nhất trong chi cũng xuất hiện bên ngoài châu Phi, ở miền nam Yemen. 

## Sử dụng
Vỏ, gỗ và rễ cây Acokanthera schimperi được sử dụng như một thành phần quan trọng của chất độc mũi tên ở châu Phi. Tất cả các bộ phận của cây đều chứa acovenoside A và ouabaïne, là những glycoside trợ tim. Quả của nó có thể ăn được, và được dùng làm thức ăn khi đói kém. Khi chín chúng có vị ngọt nhưng cũng hơi đắng. Trái cây chưa chín có thể gây ngộ độc vô tình vì chúng có độc tính cao. 
Lophiomys imhausi thu thập chất độc từ Acokanthera schimperi loại cây này còn được con người sử dụng để săn bắn vì nó chứa nhiều chất độc cardenolide.
Nó cũng được sử dụng trong y học cổ truyền châu Phi. Ví dụ, ở Ethiopia, lá Acokanthera schimperi thường được sử dụng để chữa bệnh vàng da.